# Траян Български
Траян (на латински: Troianos; Trojan; на гръцки: Theodoros) е български княз, четвърти син на цар Иван Владислав и царица Мария.
След паданатето на Българското царство под византийска власт през 1018 г., той и останалите членове на семейството му, в това число майка му Мария и братята му Пресиан, Алусиан, Аарон и Радомир са интегрирани във византийското аристократично общество. Приобщаването на Траян във византийското общество преминава през приемането на гръцкото име Теодор и брака му с неизвестна по име византийка от източните части на империята, която била потомка на аристократичните родове на Кондостефаните, Авалантите и Фоките. Известно е името на една тяхна дъщеря – Мария († 21 ноември сл. 1095), която през 1066 г. се омъжила за протовестиарий Андроник Дука († 14 октомври 1077).
Чрез дъщеря си Мария Траян се падал дядо на византийската императрица Ирина Дукина, която е съпруга на византийския император Алексий I Комнин (1081 – 1118). Поради това той е отбелязан в т.нар. „Поменик на роднините на императрица Ирина Дукина“, поместен в литургичния типик на константинополския манастир Христос Филантроп, където 19 май е посочен като дата, на която трябва да се почита паметта на Теодор, дядото на императрицата.

### Цитирана литература
- Златарски, Васил (1972) [1934]. История на България през средните векове, Т. II. България под византийско владичество (1018—1187) (2-ро фототипно издание под редакцията на Димитър Ангелов). София: Наука и изкуство, http://www.promacedonia.org/vz2/index.html
- ((fr)) Kouroupou, Matoula; Vannier, Jean-François (2005). Commémoraisons des Comnènes dans le typikon liturgique du monastère du Christ Philanthrope (ms. Panaghia Kamariotissa 29) (Revue des études byzantines), pp. 41 – 69, doi:10.3406/rebyz.2005.2305, https://www.persee.fr/doc/rebyz_0766-5598_2005_num_63_1_2305